# 卡本 (愛荷華州)
卡本（英語：Carbon）是一個位於美國愛荷華州亞當斯縣的城市。

## 地理
卡本的座標為41°03′01″N 94°49′31″W / 41.05028°N 94.82528°W，而該地的平均海拔高度為346米（即1135英尺）。

## 人口
根據2010年美國人口普查的數據，卡本的面積為1.84平方千米，均為陸地。當地共有人口34人，而人口密度為每平方千米18人。